# 주먹밥
주먹밥은 쌀을 포함한 각종 곡식으로 지은 밥과 함께 고기, 채소, 김가루 등 여러 재료를 넣거나 다양한 양념을 한 밥을 뭉쳐 만든 한국의 음식이다. 손으로 들고 먹을 수 있도록 크게 만들거나 한 입에 쏙 넣어 먹을 수 있도록 작게 만드는 등 크기는 다양하고 속에 반찬을 추가로 넣어 만드는 경우도 많다.
주먹밥이란 이름은 말 그대로 '주먹처럼 쥔 밥'이라고 해서 붙은 이름이며, 북한 문화어로는 줴기밥이라고 하는데 마찬가지로 밥을 쥐어서 만드는 것에서 유래했다.

## 개요
밥을 손으로 뭉치기만 하면 된다는 매우 원시적인 방식으로 만드는 만큼 쉽고 간단한 음식이다 보니 주먹밥이 언제, 어디서부터 시작되었는가에 대한 자세한 역사는 알려진 바가 없다. 인류가 쌀을 먹기 시작한 이래로 수렴진화 하듯이 자연스럽게 생긴 요리일 가능성이 크다.
예를 들어 일본에서는 야요이 시대(B.C 1,000~A.D 300) 중순경 유적에서 쌀을 뭉친 음식과 관련한 흔적을 발굴한 것으로 볼 때 한국에서도 비슷한 시기에 유사한 음식이 나오지 않았나 추측되고 있다.
조선시대 문학 작품 등지에서 나무꾼들이 도시락으로 콩과 깨가 들어간 주먹밥을 만드는 장면을 묘사하고 조선왕조실록에서도 콩을 삶아서 과반(裹飯, 쌓은 밥)을 만들었다는 기록이 있다. 또한 불경에서는 승려가 먹는 음식으로 단식(摶食)이라는 게 나오는데 이것은 인간이 먹는 물질과 형상으로 된 음식이란 뜻 말고도 손으로 뭉쳐 먹는 밥, 즉 주먹밥을 뜻하기도 한다.
6.25 전쟁 때는 주먹밥을 전투식량으로서 활용하기도 하였고 5·18 광주 민주화 운동 등의 시위에서도 계엄군으로 인해 광주가 고립당한 뒤 자발적으로 모인 광주 시민들로 이루어진 취사조가 주먹밥을 만들어 시민군들에게 배식하기도 했다. 1997년 외환위기에는 저렴하고 가볍게 식사를 대체할 수 있는 음식으로서 주먹밥이 재차 주목을 받았다. 이렇게 대한민국의 주먹밥은 점차 발전과 상품화를 거쳐 2010년대에는 더욱 많은 종류의 주먹밥과 햄버거 모양의 밥버거가 출시되는 등 다양한 형태의 주먹밥이 나오고 있다.

## 같이 보기
- 밥버거
- 김밥
- 삼각김밥
- 유부초밥